# Ricardo Cuevas
Gonzalo Ricardo Cuevas Contreras (* 15. September 1941; † 17. Februar 2017) war ein chilenischer Fußballspieler. Der Mittelfeldspieler absolvierte zwei Länderspiele für Chile.

## Karriere

### Verein
Ricardo Cuevas spielte von 1966 bis 1970 für Santiago Morning. 1971 wechselte der Mittelfeldspieler zum CD O’Higgins. Weiteres ist über seine Vereinskarriere nicht bekannt.

### Nationalmannschaft
Ricardo Díaz debütierte im August 1968 für Chile unter Trainer Salvador Nocetti bei der Copa del Pacífico gegen Peru, als er für Pedro Araya eingewechselt wurde. Bei seinem zweiten und letzten Länderspieleinsatz rund drei Monate später bei der Copa Carlos Dittborn gegen Argentinien wurde er eingewechselt.